# Unió d'Artistes de Sant Petersburg

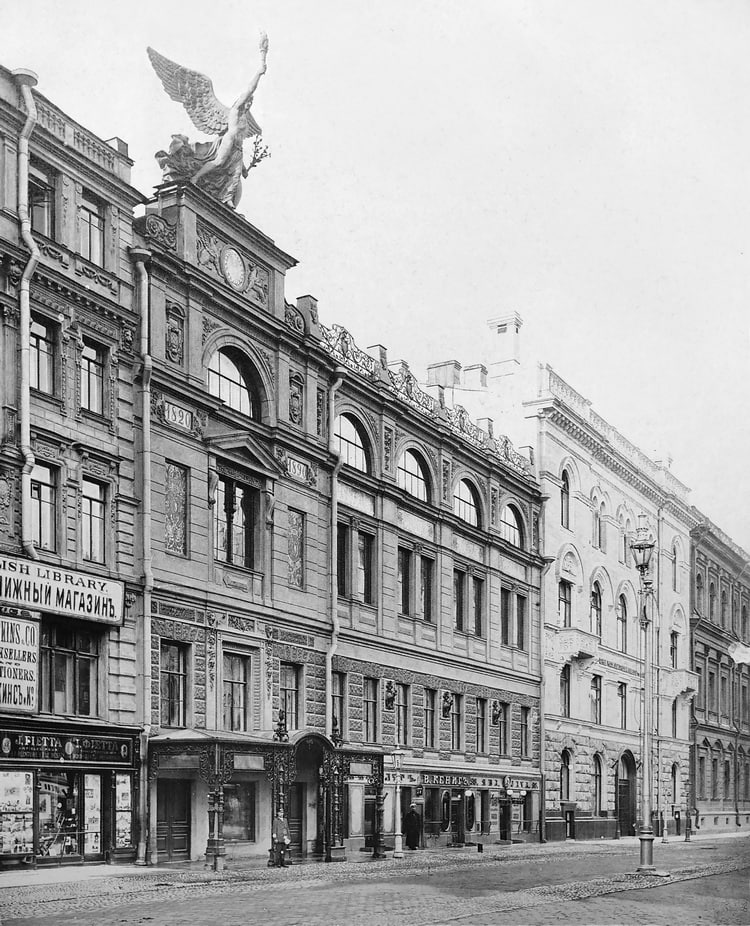
Càmera de la Unió d'Artistes de la Bolshaya Morskaya. 1912

Unió d'Artistes de Sant Petersburg va ser una organització creativa i professional dels artistes de Sant Petersburg.

## Història
Unió d'Artistes de Sant Petersburg es basà i fundà el 2 d'agost del 1932 en una reunió general dels artistes de Leningrad. L'acte va reunir a molts de pintors, artistes gràfics, escultors, artistes de teatre i mestres de les arts decoratives. Abans de l'any 1959, va anomenar-se la «Unió d'Artistes de Leningrad Soviètic». A partir de 1959 (va ser quan entrà a l'establiment de la «Unió d'Artistes de la Federació de Rússia») va ser anomenada com branca de Leningrad de la Unió d'Artistes de la Federació Russa. Després de canviar el nom de la ciutat l'any 1991 es conegué amb el nom d'«Unió d'Artistes de Sant Petersburg».
El primer president de la Unió d'Artistes de Leningrad l'any 1932, va ser elegit com a pintor Kuzmá Petrov-Vodkin. La Unió d'Artistes va trobar a un edifici històric de la Societat de l'ex-Imperial per al Foment de les Arts a Bolxaia Morskaia casa 38. Unió dels artistes té les seues pròpies sales d'exposició. Actualment hi ha més de 3.500 artistes i historiadors de l'art dins de la Unió d'Artistes.

## Membres coneguts
Amb el pas dels anys, els membres de la Unió d'Artistes de Sant Petersburg eren ben coneguts entre la resta d'artistes russos:
Taíssia Afónina, Natan Àltman, Ievguénia Antípova, Mikhaïl Avílov, Vsévolod Bajénov, Piotr Beloússov, Ivan Bilibin, Veniamín Boríssov, Issaak Brodski, Pàvel Filónov, Rudolf Frents, Nikolai Galàkhov, Guevork Kotiants, Aleksandr Laktiónov, Dmitri Maievski, Kazimir Malèvitx, Iuri Nepríntsev, Serguei Óssipov, Vladímir Ovtxínnikov, Kuzmà Petrov-Vodkin, Nikolai Pozdnéiev, Lev Rússov, Aleksandr Samokhvàlov, Aleksandr Semiónov, Arseni Semiónov, Ielena Skuín, Víktor Teterin, Nikolai Timkov, Mikhaïl Trufànov, Rostislav Vovkuixevski i molts més.

## Galeria

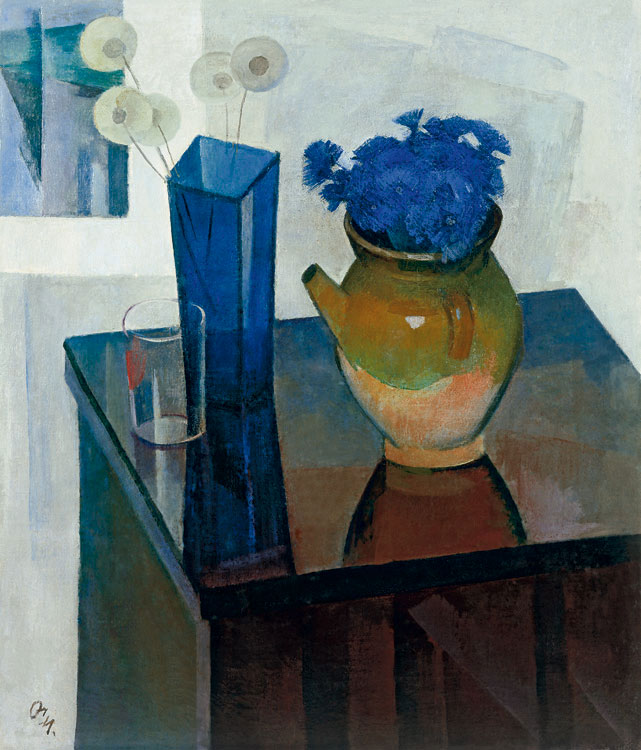
S. Osipov. Ancians. 1976
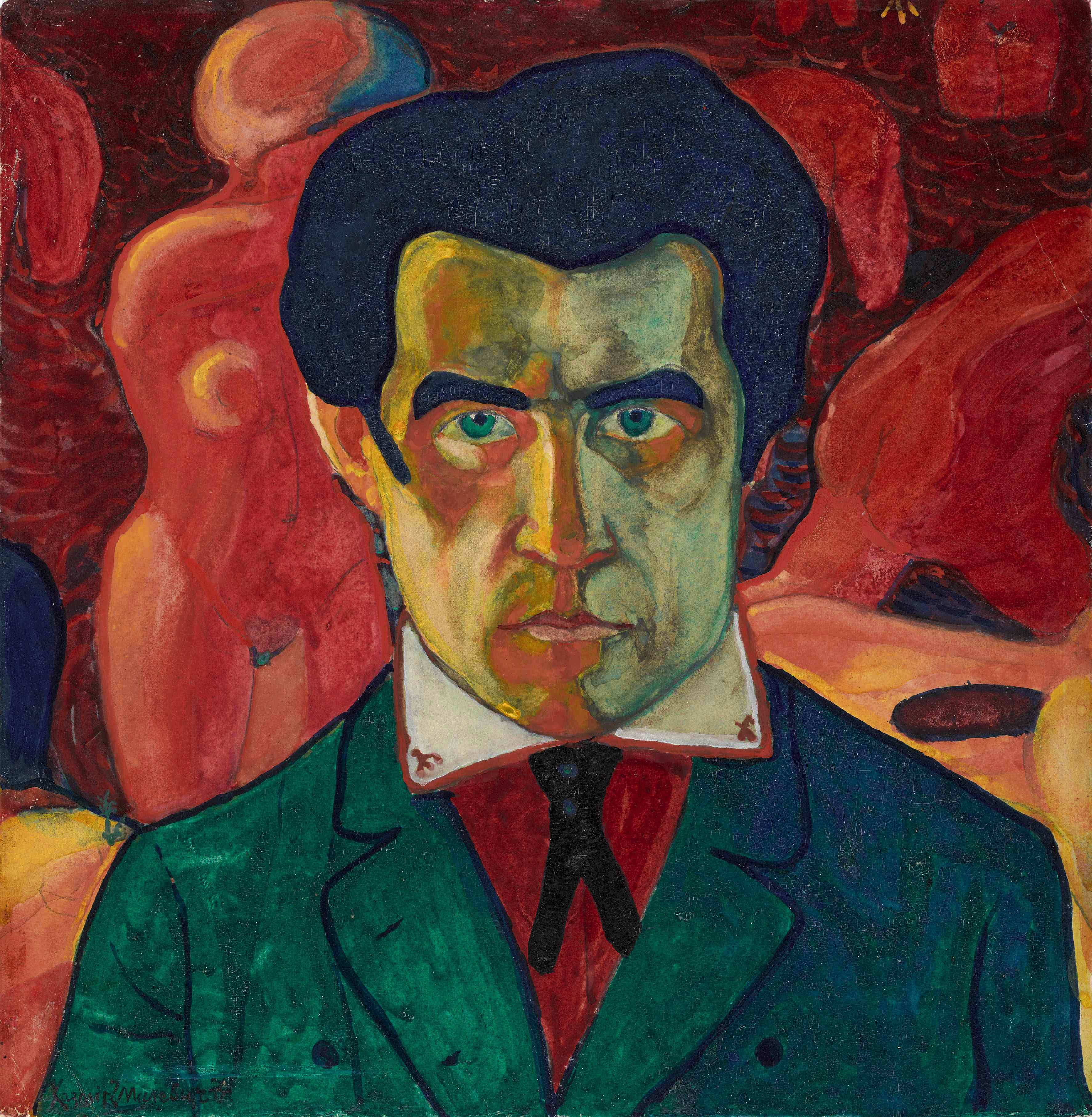
K. Malévich. Autorretrat. 1911
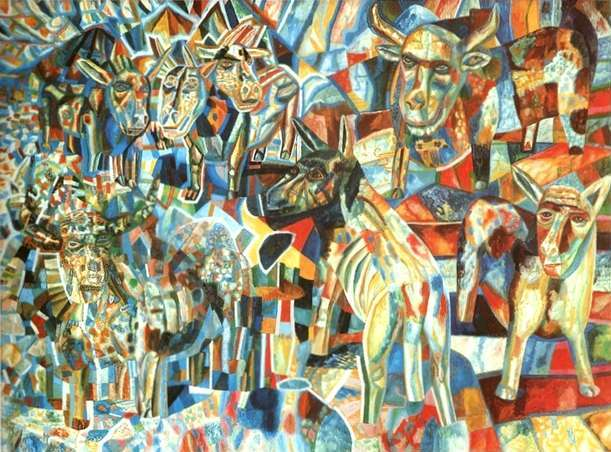
P. Filonov. Los animals. 1930